# Snoop Conner
Jarod Devon Conner, detto Snoop (Hattiesburg, 1º agosto 2000), è un giocatore di football americano statunitense che milita nel ruolo di running back per i Jacksonville Jaguars della National Football League (NFL).

## Carriera

### Jacksonville Jaguars
Al college Conner giocò a football a Ole Miss. Fu scelto nel corso del quinto giro (151º assoluto) del Draft NFL 2022 dai Jacksonville Jaguars. Segnò il suo primo touchdown su una corsa da 3 yard nella settimana 17 contro gli Houston Texans. Nella sua stagione da rookie disputò 8 partite, nessuna delle quali come titolare, con 12 corse per 42 yard e un touchdown.